# Oliver Napier
Oliver Napier, född 11 juli 1935, död 2 juli 2011, var en nordirländsk politiker och jurist.
Napier medverkade till att bilda Alliance Party of Northern Ireland 1970 och var dess partiledare från 1972 till 1984. Han spelade en viktig roll i förhandlingarna som ledde till Sunningdale-avtalet i december 1973 och ingick därefter i den kortlivade koalitionsregering som styrde Nordirland från januari till maj 1974. Han fortsatte att arbeta i partiet efter sin avgång som partiledare och ingick i partiets delegation i de förhandlingar som ledde fram till Långfredagsavtalet 1998. 
1986 blev han adlad. Han var under åren 1988-1992 ordförande för The Standing Advisory Commission on Human Rights, en statlig kommission med uppdrag att studera och komma med rekommendationer angående situationen för de mänskliga rättigheterna i Nordirland.
Han har även varit ledamot av kommunfullmäktige i Belfast och flera gånger kandiderat till det brittiska underhuset utan att bli invald. Han kandiderade även i det första valet till Europaparlamentet 1979.